# عبد الله باشا الكوبريللي
عبد الله باشا الكوبريللي ‏ (1684 - 1735 في قارص) سياسي عثماني شغل منصب والي مصر منذ 1729 حتى 1731.